# Canella winterana
Canella winterana, de nombre común canela blanca o cúrbana, es la única especie del género monotípico Canella, de la familia Canellaceae. Se utiliza como condimento o planta medicinal. Es originaria de las Antillas común en zonas caribeñas.

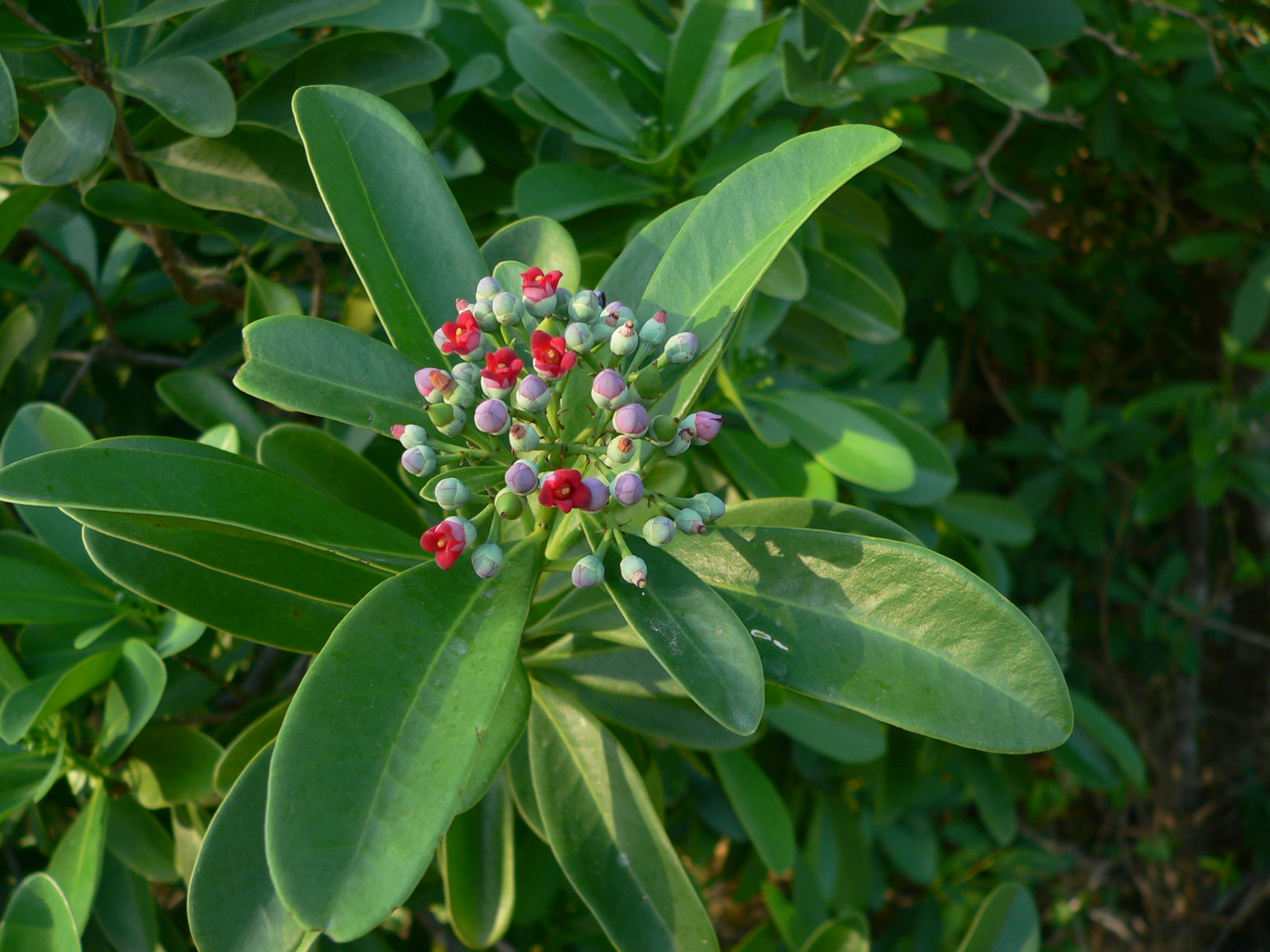
Detalle de la planta

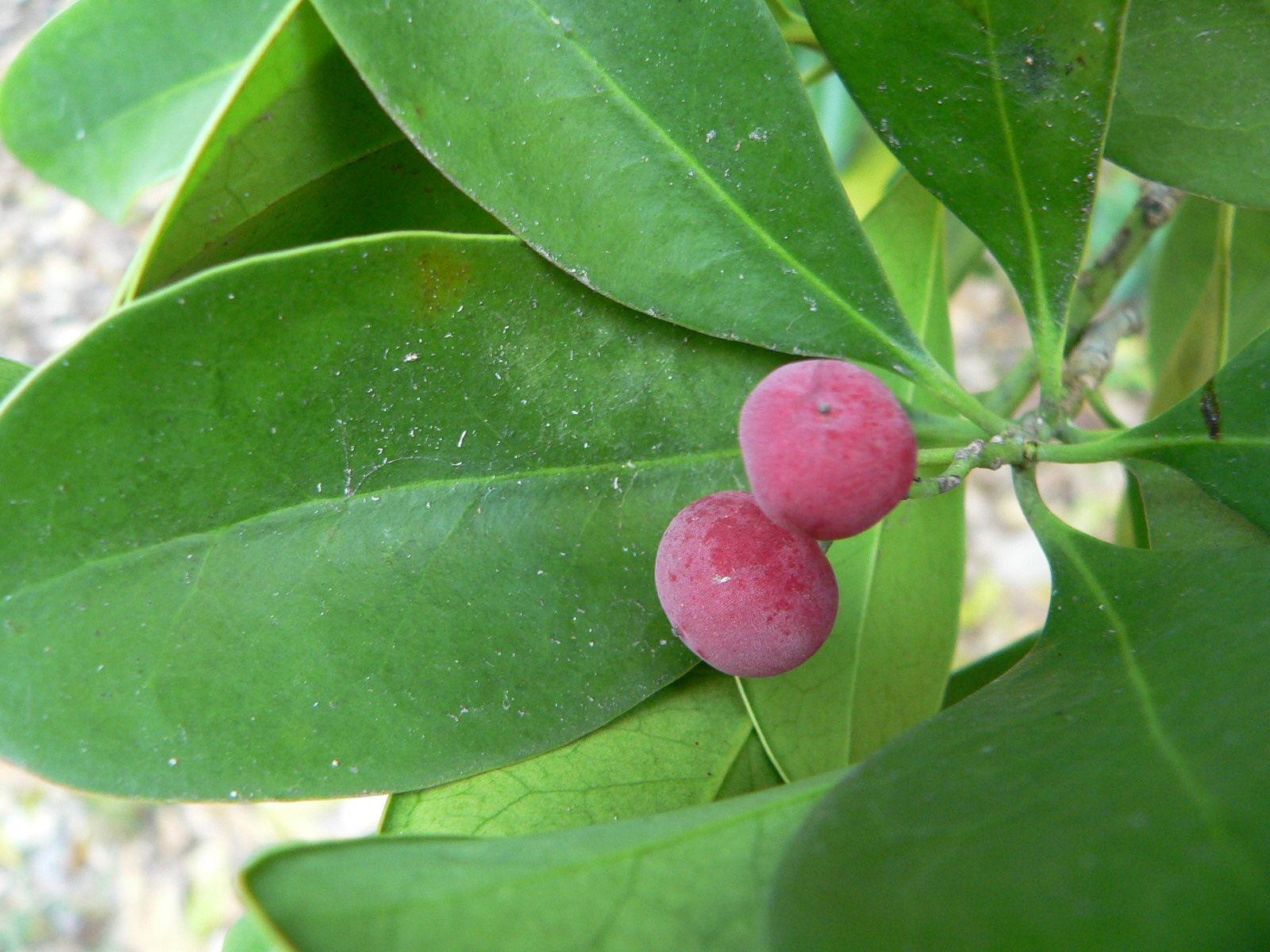
Fruto

## Descripción
Es un arbusto de gran tamaño que puede alcanzar el tamaño de un pequeño árbol de 4 a 15 m de altura, de corteza grisácea. Toda la planta es aromática y evoca el olor de la grosella negra, pero no debe confundirse con la canela verdadera (Cinnamomum).
Las hojas son alternas, obovadas o oblanceoladas, coriáceas, de color verde oscuro salpicado de glándulas translúcidas.  La superficie superior es oscura y la superficie inferior de color verde brillante, más ligero y mate. Las inflorescencias son generalmente panículas terminales, a veces axilares.
La flor tiene 3 sépalos de 2-3 mm de grosor y 5 pétalos obovados, de 5-6 mm, de color brillante rojo, con una base de color amarillento, 10 estambres con filamentos unidos en un tubo estaminal de 3-4 mm y anteras de color amarillo a naranja, y un estilo corto, pero más grande.  La floración dura de junio a septiembre. El fruto es una baya globosa de color verde y bermellón, y, finalmente, casi negra, de 7-10 mm de diámetro.  Contiene hasta 5 semillas de color negro, brillante, oblongas, de 5-6 mm. Aunque las flores son hermafroditas, se comportan como flores unisexuales.

## Propiedades
Principios activos: contiene pentosana (16,7%), manitol (8,71%), sustancia nitrogenada (8,5%), sustancia reductora (16%), cenizas (7,4%), además pequeñas cantidades de araban, galaktan y xylan.
Indicaciones: es aromático, estimulante, digestivo, estomacal, tónico, antiescorbútico. Se usa la corteza macerada en alcohol en fricciones contra el reumatismo, el cocimiento para el estómago, se administra como febrífugo, está incluida entre los estimulantes generales y los afrodisíacos. Forma parte del vino de Ruibarbo de la farmacopea británica. Se usa la corteza.

## Taxonomía
Canella winterana fue descrita por L. Gaertn. y publicada en De Fructibus et Seminibus Plantarum. . . . 1: 373, t. 77, f. 2. 1788.
Sinonimia
- Canella alba Murray
- Canella canella (L.) H.Karst.
- Canella laurifolia Sweet
- Canella obtusifolia Miers
- Laurus winterana L. basónimo
- Winterana canella L.
- Winterana obtusifolia (Miers) Warb.[4]

## Nombres comunes
- barbasco, canella blanca, palo malambo.[2]
- árbol de la canela, boighe de Chile, canela blanca, canelo de las Antillas, curbana de Cuba, falso canelo de Winter[5]